# Софийский собор (Лондон)
Софийский собор (англ. Saint Sophia Cathedral, греч. Καθεδρικός ναός της Αγίας Σοφίας) — православный храм в Лондоне, кафедральный собор Фиатирской архиепископии Константинопольского патриархата.

## История
Собор был построен в неовизантийском стиле, иконостас был выполнен художником Людвигом Тиршем.
Освящён митрополитом Керкирским Антонием (Хариатисом) 5 февраля 1882 года в честь Софии Премудрости Божией для духовных нужд греческой колонии, проживающей в Паддингтоне и Ноттинг-Хилле.
В 1922 году стал кафедральным собором Фиатирской архиепископии. В 1926 году ряд мозаик был выполнен Борисом фон Анрепом. В период Второй мировой войны, собор пострадал во время Лондонского блица, но позднее был восстановлен.
В 2006 году в подвальных помещениях собора открылся церковный музей.